# Население Чернянки
Численность населения Чернянки составляет 14 632 чел. (2024).

## Динамика численности населения
| 1777    | 1850    | 1862    | 1877    | 1892    | 1897    | 1901    | 1932    | 1959    |
| ------- | ------- | ------- | ------- | ------- | ------- | ------- | ------- | ------- |
| 2527    | ↗5500   | ↘5410   | ↘4952   | ↗6128   | ↘5860   | ↗5958   | ↗8342   | ↗8734   |
| 1970    | 1979    | 1987    | 1989    | 2002    | 2005    | 2006    | 2007    | 2009    |
| ↗10 106 | ↗11 795 | ↗12 500 | ↗13 475 | ↗15 067 | ↘14 911 | ↗14 950 | ↗15 040 | ↗15 110 |
| 2010    | 2012    | 2013    | 2014    | 2015    | 2016    | 2017    | 2018    | 2019    |
| ↗15 217 | ↘15 090 | ↘15 052 | ↘15 010 | ↘14 900 | ↗14 931 | ↘14 909 | ↗14 995 | ↘14 870 |
| 2020    | 2021    | 2024    |         |         |         |         |         |         |
| ↘14 869 | ↗14 896 | ↘14 632 |         |         |         |         |         |         |

В 1777 году в слободе Новоивановке ((с сельцом Чернянка (Запесок) и деревнями (Чернянка (Кр. Остров), Ливенка)) проживало 2527 мужчин принадлежали генеральше Александре Осиповне Щербининой. В слободке Морквина проживало 570 мужчин и принадлежали секунд-майору Михаилу Раевскому.
В 1850 году в слободе Чернянке 1360 мужчин были у владении Щербинина Михаила, 490  мужчин — Монтрезор Надежде, 361  мужчин — наследникам Полторацкого, 243  мужчины — Тарасенко-Отрешковой Софье, 150 мужчин — Евреиновой Аделаиде.
В слободе Морквина 330 мужчин были владельцами Раевского Федора, 89  мужчин — Поповой Вере.

В 1860 году в 202 дворах слободы Чернянка с хутором Новоселовка, принадлежащих Елизавете Францовне Полторацкой проживало 539 мужчин, в 159 дворах слободы Чернянка, принадлежащих помещице Тарасенко-Отрешковой С. Ф., проживало 523 мужчины, в 155 дворах слободы Чернянка, принадлежащих помещику Ю. Ф. Полторацкому, проживало 360 мужчин, в 46 дворах слободы Чернянка, принадлежащих помещице А. Ф. Евреиновой, проживало 140 мужчин, в 497 дворах слободы Ново-Ивановки с хутором Чернянским принадлежащих помещику, сенатору М. П. Щербинину проживало 1360 мужчин. В 43 дворах слободы Моравина (Чернянка), принадлежащих Федору Васильевичу Раевскому проживало 197 мужчин, в 26 дворах слободы Моравина (Морквино), принадлежащих наследникам И. Ф. Раевским проживало 132 мужчины, в 22 дворах слободы Морквина (Морквино), принадлежащих В. Ф. Попову проживало 140 мужчин.
В 1862 г. Чернянка относилась к 3 стану, Чернянская волость, Новооскольского уезда, Курской губернии с количеством жителей:
- слобода Новоивановка (Чернянка) — 856 дворов, 5410 жителей.
- слобода Морквина (Морквино) — 164 дв., 931 ж.
- сельцо Морквино (Морквино) — 7 дв., 51 ж.
- деревня Ближняя Ливенка — 23 дв., 211 ж.
- деревня Нижняя Черняночка (Красный Остров) — 5 дв., 61 ж.

В 1877 г.в Чернянке по переписи населения было:
- сл. Чернянка (Чернянская волость) — 974 дв., 4952 ж., волостное правление, 2 церковно-приходских школы, 2 богадельни, ткацкая фабрика, кирпичный завод, 10 лавок, постоялый двор.
- д. Ближняя Ливенка (Чернянская волость) — 48 дв., 295 ж., 2 бумажных фабрики, лавка.
- сл. Морквина (Морквино) (Морквинская волость) — 136 дв., 808 ж., волостное правление, церковно-приходская школа, сукновальня, 2 лавки.

В 1886 году в слободе Чернянка 543 двора помещика Щербинина, 170 дворов с 864 жителями помещика Монтрезор, 135 дворов с 665 жителями помещика Полторацкого, 90 дворов с 448 жителями помещицы Тарасенко-Отрешковой, 69 дворов с 374 жителями помещика Евреинову.
В слободе Морквина 92 двора с 655 жителями Раевского, 38 дворов с 229 жителями Попова. Все крестьяне в слободе Чернянка и Морквина собственники.
В деревне Морквина в 18 дворах проживало 117 жителей, в деревне Нижняя Чернянка в 16 дворах проживало 81 житель, в обеих деревнях крестьяне были государственно-четвертные. В деревне Ближняя Ливенка в 47 дворах проживало 311 жителей, в деревне Красовка в 8 дворах проживало 71 житель, в обеих деревнях крестьяне были государственно-душевые.
В 1892 г. население Чернянки составляло:
- слобода Чернянка — 6128 жителей.
- слобода Морквина — 914 ж.
- деревня Ближнее Ливенское — 396 ж.
- сельцо Морквино — 171 ж.
- деревня Нижняя Черняночка — 107 ж.
- сельцо Красовка — 94 ж.

В 1897 г. население Чернянки составляло:
- сл. Чернянка — 5860 ж.
- сл. Марковино (Морквино) — 1117 ж.

В 1901 г. население Чернянки составляло:
- слобода Чернянка — 5958 жителей.
- слобода Морквина — 1118 ж.
- деревня Ближне-Ливенское — 395 ж.
- сельцо Морквино — 124 ж.
- сельцо Красовка (п.Чернянка ) — 84 ж.

### Национальный состав
Официальный язык — русский язык. Язык общения на территории поселка в основном смешанный, русско-украинский (суржик).
В Чернянской волости  в 1926 году проживало 67,7 % украинцев и 32,1 % русских.
По итогам переписи населения 2020 года проживали следующие национальности (национальности менее 0,1 % и другое, см. в сноске к строке «Другие»):
| Национальность | Численность, чел. | Доля     |
| -------------- | ----------------- | -------- |
| Русские        | 12 125            | 81,40 %  |
| Украинцы       | 104               | 0,70 %   |
| Армяне         | 93                | 0,62 %   |
| Езиды          | 30                | 0,20 %   |
| Другие         | 2544              | 17,08 %  |
| Итого          | 14 896            | 100,00 % |